# Keith Davey
Keith Douglas Davey (Toronto, 21 de abril de 1926 - 17 de janeiro de 2011) foi um político canadense.
No início da carreira, foi coordenador em várias campanhas do seu partido até ganhar a eleição para uma cadeira no senado canadense em 1966. Em 1996, apos 30 anos como Senador, aposentou da política.